# 髪を切りに来ました。
『髪を切りに来ました。』（かみをきりにきました。）は高橋しんによる日本の漫画作品。『MELODY』（白泉社）にて、2019年6月号より連載中。2020年11月からは『マンガPark』（同社）での配信も行われている。
紙での単行本は全5巻となり、6巻以降は電子書籍のみの販売になることが5巻の著者あとがきで明らかになった。

## あらすじ
沖縄県の離島「波留田（はるた）島（架空の島）」に離島留学としてワケありの父子、春田陸と一星がやってきた。
口べたな父子は不慣れな土地での生活、島のしきたりや生活に苦労しながら美容室「髪を切りに来ました」を開業。父子は島の人々との交流、おいしい食べ物を通じて、少しずつ現地に溶け込んでいくとともに、少しずつ変化していく。

## 主な登場人物
春田陸（はるた りく）
祖母の「手に職があれば食いっぱぐれはない」という言葉に従い、中学卒業後、資格の取得できる高校に進学し、高校卒業後は専門学校へ行き、理容師免許と美容師免許の両方を取得している。
料理レシピのwebサイトをスマートフォンで見ながらではあるが、いろんな料理を作ることもできる。
春田一星（はるた いっせい）
小学4年生（9歳）の男子。陸の実子。
当初、母親のはるかと2人で暮らしていたが、仕事で忙しく留守がちなはるかと暮らすうちに、いつの間にか東京の学校でも誰とも会話せずに過ごすようになっていた。
ニンジンなど嫌いな食材はよく噛まずに飲み下す癖があり、これは陸の幼少時と同じ癖である。
はるか
一星の実母。日本国外で仕事に従事中。
リョウタ
東京で自身の理容室を営む男性。陸もその理容室で働いていたこともあり、陸と一星のことは理容室の他スタッフにも知られている。

## 評価
作者の高橋はコミックス1巻の作者コメントで本作を「何も起こらない話」と評している。
本の総合誌「ダ・ヴィンチ」のライター古林恭は高橋のコメントに反し「1巻時点でもさまざまなことが起きていることを指摘するとともに、一星の成長と、陸がきちんとした父親に成長してくという父子の成長する姿を描いている」と本作のポイントに挙げている。
当作品掲載の漫画雑誌『MELODY』編集長の武田直子は本作を2021年イチオシマンガに推している。「派手なことは一つも起きないが、豊かな自然、美味しいごはん、人と関わる日常こそが愛おしいと再確認できる作品」と評している。